# 부인스크

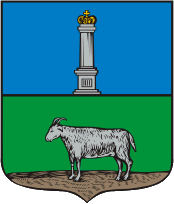
시 문장

부인스크(러시아어: Буинск, 타타르어: Буа)는 러시아 타타르 공화국 남서부에 위치한 도시로, 인구는 19,736명(2002년 기준)이다. 카잔(타타르 공화국의 수도)에서 남서쪽으로 137km 정도 떨어진 곳에 위치한다. 1780년 시로 승격되었다.